# Parabolische Untergruppe
In der Mathematik ist der Begriff der parabolischen Untergruppen ein wichtiger Begriff aus der Theorie der Algebraischen Gruppen und allgemeiner der Theorie der Lie-Gruppen. Minimale parabolische Gruppen heißen Borel-Gruppen. Klassisches Beispiel einer (minimalen) parabolischen Gruppe ist die Gruppe der invertierbaren oberen Dreiecksmatrizen als Untergruppe der allgemeinen linearen Gruppe.
Eine andere, nicht äquivalente, Verwendung des Begriffs "parabolische Untergruppe" findet sich in der Theorie der Kleinschen Gruppen oder der Theorie der Konvergenzgruppen: hier ist eine parabolische Untergruppe eine Gruppe, deren Elemente parabolische Isometrien mit demselben Fixpunkt sind.

## Lie-Gruppen
Es sei {\displaystyle G} eine Lie-Gruppe und {\displaystyle {\mathfrak {g}}} ihre Lie-Algebra.
Sei {\displaystyle {\mathfrak {a}}\subset {\mathfrak {g}}} eine Cartan-Unteralgebra und {\displaystyle ({\mathfrak {a}},R)} das zugehörige Wurzelsystem. Man wähle eine Weyl-Kammer {\displaystyle {\mathfrak {a}}^{+}\subset {\mathfrak {a}}} und bezeichne mit {\displaystyle R^{+}\subset R} die entsprechenden positiven Wurzeln. Es seien {\displaystyle \Delta \subset R^{+}} die einfachen Wurzeln.

### Minimale parabolische Untergruppe
Die zu {\displaystyle {\mathfrak {a}}} assoziierte minimale parabolische Untergruppe ist die Unter-Lie-Gruppe
{\displaystyle P\subset G}
mit Lie-Algebra
{\displaystyle {\mathfrak {p}}={\mathfrak {z}}({\mathfrak {a}})\oplus \sum _{\alpha \in R^{+}}{\mathfrak {g}}_{\alpha }},
wobei {\displaystyle {\mathfrak {z}}({\mathfrak {a}})} den Zentralisator von {\displaystyle {\mathfrak {a}}} und {\displaystyle {\mathfrak {g}}_{\alpha }} den Wurzelraum der positiven Wurzel {\displaystyle \alpha } bezeichnet.
Die minimalen parabolischen Untergruppen werden auch als Borel-Untergruppen bezeichnet.

### Definition einer parabolischen Untergruppe
Eine Untergruppe {\displaystyle H\subset G} heißt parabolisch, wenn es eine minimale parabolische Untergruppe mit {\displaystyle P\subset H} gibt.

### Langlands-Zerlegung
Man hat die Zerlegung
{\displaystyle {\mathfrak {p}}={\mathfrak {n}}\oplus {\mathfrak {a}}\oplus {\mathfrak {m}}}
mit
{\displaystyle {\mathfrak {n}}=\sum _{\alpha \in R^{+}}{\mathfrak {g}}_{\alpha }}
und {\displaystyle {\mathfrak {m}}={\mathfrak {k}}\cap {\mathfrak {z}}({\mathfrak {a}})}, wobei {\displaystyle {\mathfrak {k}}} die Lie-Algebra mit {\displaystyle {\mathfrak {g}}={\mathfrak {k}}\oplus {\mathfrak {p}}}, also die Lie-Algebra einer maximal kompakten Gruppe {\displaystyle K\subset G} bezeichnet, insbesondere {\displaystyle {\mathfrak {z}}({\mathfrak {a}})={\mathfrak {m}}\oplus {\mathfrak {a}}}.
Die entsprechende Zerlegung
{\displaystyle P=NAM}
heißt die Langlands-Zerlegung von {\displaystyle P}.

### Parabolische Untergruppen
Die zu einer Cartan-Algebra {\displaystyle {\mathfrak {a}}} assoziierten parabolischen Untergruppen entsprechen den Teilmengen {\displaystyle I\subset \Delta } (die minimale parabolische Untergruppe entspricht der Teilmenge {\displaystyle \emptyset \subset \Delta }), man erhält sie mit folgender Konstruktion, wobei {\displaystyle R^{I}\subset R^{+}} die Linearkombinationen von Elementen in {\displaystyle I}, sowie {\displaystyle \alpha ^{\vee }\in {\mathfrak {a}}^{*}} das mittels der Killing-Form definierte Dual von {\displaystyle \alpha \in {\mathfrak {a}}} und {\displaystyle {\mathfrak {a}}^{I}} das orthogonale Komplement (bzgl. der Killing-Form) von {\displaystyle {\mathfrak {a}}_{I}} bezeichnet.
Wir betrachten
{\displaystyle {\mathfrak {a}}_{I}:=\bigcap _{\alpha \in I}\ker(\alpha ^{\vee })\subset {\mathfrak {a}}}
{\displaystyle {\mathfrak {n}}_{I}:=\sum _{\alpha \in R^{+}\setminus R^{I}}{\mathfrak {g}}_{\alpha }\subset {\mathfrak {n}}}
{\displaystyle {\mathfrak {m}}_{I}:={\mathfrak {m}}\oplus {\mathfrak {a}}^{I}\oplus \sum _{\pm \alpha \in R^{I}}{\mathfrak {g}}_{\alpha }\supset {\mathfrak {m}}}
und
{\displaystyle {\mathfrak {p}}_{I}:={\mathfrak {a}}_{I}\oplus {\mathfrak {n}}_{I}\oplus {\mathfrak {m}}_{I}}.
{\displaystyle {\mathfrak {p}}_{I}} ist die „standard-parabolische Unteralgebra“ von {\displaystyle {\mathfrak {g}}} zu {\displaystyle I\subset R^{+}}. Man beachte, dass die standard-parabolischen Unteralgebren von der Wahl der positiven Weyl-Kammer {\displaystyle {\mathfrak {a}}^{+}} abhängen.
Eine Unteralgebra {\displaystyle {\mathfrak {p}}\subset {\mathfrak {g}}} heißt parabolische Unteralgebra, wenn sie konjugiert zu einer standard-parabolischen Unteralgebra {\displaystyle {\mathfrak {p}}_{I}} für eine Weyl-Kammer {\displaystyle {\mathfrak {a}}^{+}} und eine Teilmenge {\displaystyle I\subset \Delta } ist.
Die zugehörige parabolische Untergruppe {\displaystyle P\subset G} einer parabolischen Unteralgebra {\displaystyle {\mathfrak {p}}\subset {\mathfrak {g}}} ist definiert als der Normalisator von {\displaystyle {\mathfrak {p}}} in {\displaystyle G}.
Für eine Weyl-Kammer {\displaystyle {\mathfrak {a}}^{+}} und eine Teilmenge {\displaystyle I\subset \Delta } bezeichnet man mit {\displaystyle P_{I}} die zu {\displaystyle {\mathfrak {p}}_{I}} zugehörige parabolische Untergruppe. Jede parabolische Untergruppe {\displaystyle P_{I}} enthält die minimale parabolische Untergruppe {\displaystyle P_{\emptyset }\subset G}.
Auch in diesem Fall hat man wieder die Langlands-Zerlegung
{\displaystyle P_{I}=M_{I}A_{I}N_{I}}.
Die Bezeichnung „parabolische Unteralgebra“ bzw. „parabolische Untergruppe“ geht auf Godement zurück.

### Beispiel SL(n,R)
Eine Cartan-Unteralgebra der Lie-Algebra
{\displaystyle {\mathfrak {sl}}(n,\mathbb {R} )=\left\{A\in Mat(n,\mathbb {R} )\colon \operatorname {Spur} (A)=0\right\}}
ist
{\displaystyle {\mathfrak {a}}=\left\{(\operatorname {diag} (t_{1},\ldots ,t_{n})\colon t_{1}+\ldots +t_{n}=0\right\}}.
Als positive Weyl-Kammer kann man
{\displaystyle {\mathfrak {a}}^{+}=\left\{(\operatorname {diag} (t_{1},\ldots ,t_{n})\in {\mathfrak {a}}\colon t_{1}>t_{2}>\ldots >t_{n}\right\}}
wählen. Dann ist {\displaystyle {\mathfrak {n}}} die Lie-Algebra der oberen Dreiecksmatrizen mit {\displaystyle 0}-en auf der Diagonalen und {\displaystyle {\mathfrak {m}}=0}.
Die Langlands-Zerlegung von {\displaystyle P_{\emptyset }} ist
{\displaystyle P_{\emptyset }=MAN}
mit
{\displaystyle M=\left\{\operatorname {diag} (\pm 1,\ldots ,\pm 1)\right\}},
{\displaystyle A=\left\{\operatorname {diag} (a_{1},\ldots ,a_{n})\colon a_{1},\ldots ,a_{n}>0,a_{1}\ldots a_{n}=1\right\}},
{\displaystyle N} die Gruppe der oberen Dreiecksmatrizen mit {\displaystyle 1}-en auf der Diagonalen.
Die Borel-Gruppe {\displaystyle P_{\emptyset }} ist also die Gruppe {\displaystyle B} der oberen Dreiecksmatrizen, jede andere Borel-Gruppe ist zu {\displaystyle B} konjugiert.
Die maximalen standard-parabolischen Untergruppen, d. h. diejenigen, für die {\displaystyle \Delta \setminus I} aus nur einem Element besteht, sind
{\displaystyle P_{k}=\left\{{\begin{pmatrix}A&B\\0&D\end{pmatrix}}\in SL(n,\mathbb {R} )\colon A\in M_{k\times k},B\in M_{k\times n-k},D\in M_{n-k\times n-k}\right\}}
für {\displaystyle k=1,\ldots ,n-1}.

## Algebraische Gruppen
Eine parabolische Untergruppe einer über einem Körper {\displaystyle k} definierten algebraischen Gruppe {\displaystyle G} ist eine Zariski-abgeschlossene Untergruppe {\displaystyle P\subset G}, für die der Quotient {\displaystyle G/P} eine projektive Varietät ist.
Man kann zeigen, dass eine Untergruppe {\displaystyle P\subset G} genau dann parabolisch ist, wenn sie eine Borel-Untergruppe enthält. (Eine Borel-Untergruppe {\displaystyle B\subset G} ist eine maximale Zariski-abgeschlossene, zusammenhängende, auflösbare, algebraische Untergruppe.) Borel-Untergruppen sind also minimale parabolische Gruppen. Im Fall {\displaystyle k=\mathbb {R} } oder {\displaystyle k=\mathbb {C} } stimmt die Definition mit der oben gegebenen überein.

### Beispiel
Eine Borel-Untergruppe von {\displaystyle G=SL(n,\mathbb {C} )} ist die Gruppe {\displaystyle B} der invertierbaren oberen Dreiecksmatrizen. In diesem Fall ist der Quotient {\displaystyle G/B} die Fahnenvarietät.
Jede Borel-Untergruppe von {\displaystyle SL(n,\mathbb {C} )} ist zu {\displaystyle B} konjugiert. Allgemeiner gilt für algebraische Gruppen über algebraisch abgeschlossenen Körpern, dass es genau eine Konjugationsklasse von Borel-Untergruppen gibt.

### Tits-System
Sei {\displaystyle G} eine reduktive algebraische Gruppe und {\displaystyle B} eine Borel-Untergruppe, die einen maximalen Torus {\displaystyle H} enthält. Sei {\displaystyle N} der Normalisator von {\displaystyle H} in {\displaystyle G} und {\displaystyle S} ein minimales Erzeugendensystem von {\displaystyle W:=N/H}. Dann ist {\displaystyle (G,B,N,S)} ein Tits-System.

## Kleinsche Gruppen
Im Kontext Kleinscher Gruppen wird der Begriff "Parabolische Untergruppe" häufig mit einer anderen Bedeutung gebraucht, nämlich als Gruppe parabolischer Isometrien, die einen gemeinsamen Fixpunkt haben und demzufolge die Horosphären um diesen Punkt auf sich abbilden. Diese Verwendung ist nicht äquivalent zu der oben beschriebenen.
Allgemeiner wird eine Untergruppe einer Konvergenzgruppe als parabolische Untergruppe bezeichnet, wenn sie unendlich ist, einen globalen Fixpunkt besitzt und keine loxodromischen Elemente enthält.